# Przyłączenie Krymu do Imperium Rosyjskiego
Przyłączenie Krymu do Imperium Rosyjskiego – ciąg zdarzeń prowadzących do aneksji terytorium Półwyspu Krymskiego do Imperium Rosyjskiego w 1783 r.
Półwysep Krymski został przyłączony do Imperium Rosyjskiego 8 kwietnia?/19 kwietnia 1783 r. W 1774 r. Rosja zmusiła Imperium Osmańskie do zrzeczenia się zwierzchności nad Chanatem Krymskim, zaś dwa lata później osadziła na tronie chanatu całkowicie uległego wobec siebie Şahina Gireja. Jego rządy i próby reform na Krymie, likwidujących dawny porządek polityczny i społeczny oparty na religii muzułmańskiej i wpływach klanów, były skrajnie niepopularne. Katarzyna II pomogła marionetkowemu władcy stłumić bunty, a ostatecznie w 1783 r. ogłosiła przyłączenie Półwyspu Krymskiego do Rosji.

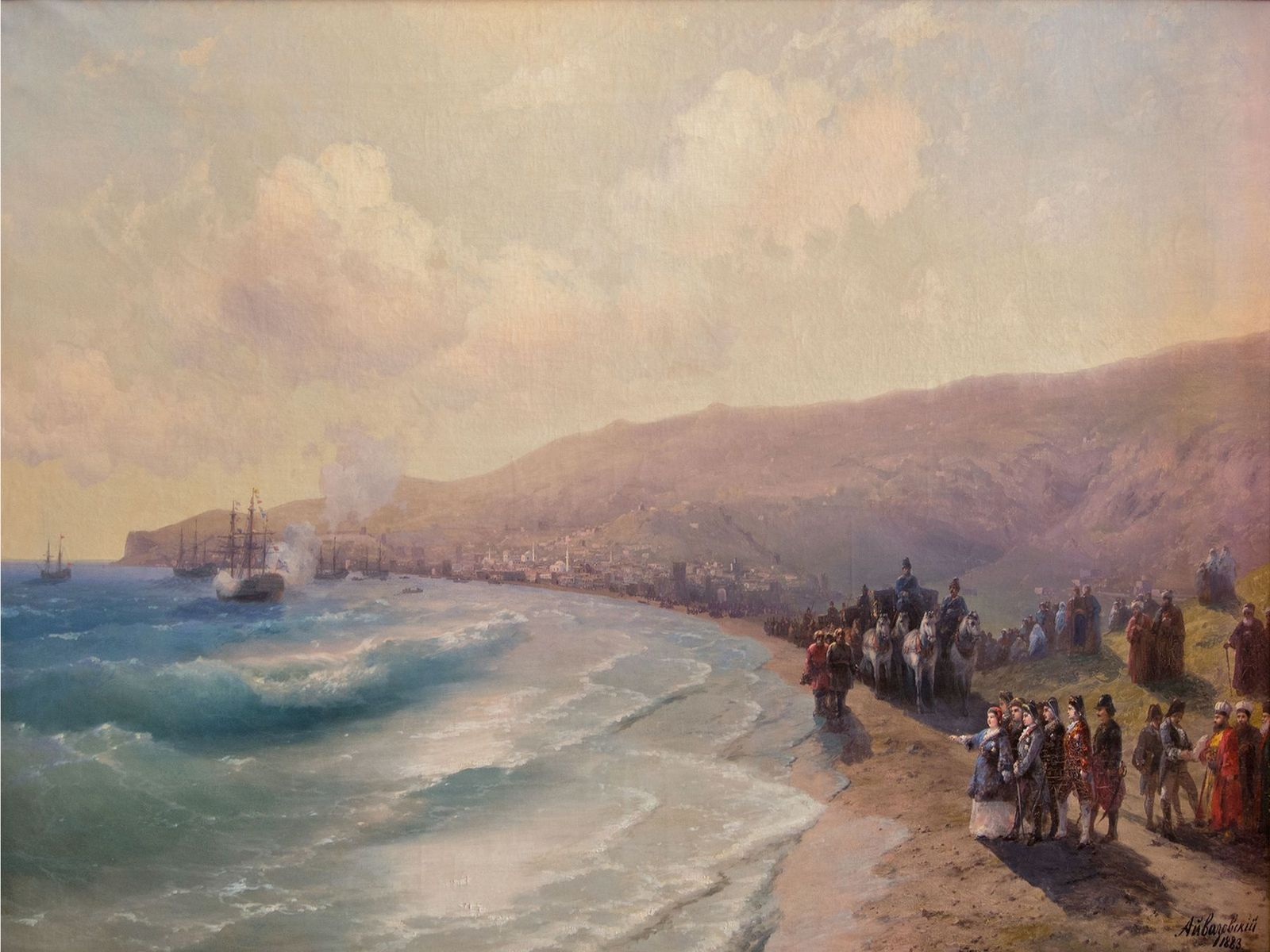
Obraz Iwana Ajwazowskiego Przybycie Katarzyny II do Teodozji

## Tło wydarzeń

### Niepodległy Krym (1774–1776)
Zanim Rosja pokonała Imperium Osmańskie w wojnie rosyjsko-tureckiej w latach 1768–1774, chanat, zamieszkany głównie przez Tatarów krymskich, był częścią osmańskiej Turcji. W kończącym wojnę traktacie w Küçük Kaynardży Imperium Osmańskie zostało zmuszone do zrzeczenia się zwierzchności nad chanatem, który miał stać się niepodległym państwem. Tatarzy na Krymie nie dążyli do niepodległości i byli mocno przywiązani do Imperium Osmańskiego. W ciągu dwóch miesięcy od podpisania traktatu rząd Chanatu wysłał do Turków posłów z prośbą o uniemożliwienie powstania niepodległego Krymu. Posłowie wskazali, że ponieważ wojska rosyjskie nadal stacjonują na Krymie w Jenikale i Kerczu, chanatu nie można uznać za niezależny. Mimo to Turcy zignorowali tę prośbę, nie chcąc naruszać umowy z Rosją.
Po klęsce Turcji przywódca tatarski Devlet Girej odmówił przyjęcia traktatu w momencie jego podpisywania. Walcząc z Rosjanami na Kubaniu podczas wojny, przekroczył Cieśninę Kerczeńską, wkroczył na Krym i zajął Kaffę (dzisiejszą Teodozję). Następnie przejął krymski tron, obalając Şahina Gireja.
Pomimo jego działań przeciwko Rosjanom rosyjska cesarzowa Katarzyna Wielka uznała Devleta za chana. W tym samym czasie przygotowywała jednak do tej roli Şahina Gireja, który żył na jej dworze w Petersburgu. Z biegiem czasu rządy Devleta stawały się coraz bardziej nie do utrzymania. W lipcu 1775 r. Devlet wysłał grupę posłów do Konstantynopola w celu wynegocjowania powrotu chanatu krymskiego do Imperium Osmańskiego. Działanie to było bezpośrednio sprzeczne z traktatem z Küçük Kaynardży. Dyplomata Ahmed Resmî Efendi, który pomagał w napisaniu traktatu, odmówił udzielenia jakiejkolwiek pomocy chanatowi, nie chcąc rozpocząć kolejnej wojny z Rosją, która musiałaby mieć dla Turcji katastrofalne skutki.
Katarzyna II wydała rozkaz inwazji na Krym w listopadzie 1776 r. Jej siły szybko przejęły kontrolę nad Perekopem u wejścia na półwysep. W styczniu 1777 r. wspierany przez Rosjan Şahin Girej przedostał się na Krym przez Cieśninę Kerczeńską. Devlet, świadomy zbliżającej się porażki, abdykował i uciekł do Konstantynopola. Şahin przejął władzę, jednak od początku był władcą marionetkowym, co oburzyło muzułmańską ludność Krymu. Sułtan Abdul Hamid I natychmiast zorientował się, że „Şahin Girej jest narzędziem. Celem Rosjan jest zdobycie Krymu”.
Şahin próbował przeprowadzić szereg reform, aby „zmodernizować” Chanat. Obejmowały one próby centralizacji władzy w rękach chana, ustanowienie autokratycznych rządów na wzór rosyjski. Wcześniej władza była rozdzielana między przywódców różnych klanów – bejów. Próbował wprowadzić podatki państwowe, scentralizowaną armię i system poboru do wojska oraz zastąpić tradycyjny osmański system prawny oparty na religii świeckim prawem cywilnym. Reformy te, mające na celu podważenie starego porządku osmańskiego, zostały przyjęte przez ludność Krymu z oburzeniem.

### Bunty na Krymie (1777–1782)
Na rozkaz cesarzowej Katarzyny Şahin pozwolił Rosjanom osiedlać się na półwyspie, co jeszcze bardziej oburzyło Tatarów krymskich. Grupa osadników została wysłana do Jenikale, które pozostało pod kontrolą Rosji także po objęciu władzy przez Şahina. Miejscowi mieszkańcy zbuntowali się przeciwko władcy i przeciwko osadnikom. Chan wysłał przeciwko buntownikom nową armię z poboru, którą stworzył, by stłumiła rebelię. Jednak żołnierze przeszli na stronę buntowników. Bunt rozprzestrzenił się do tego stopnia, że siły powstańców natarły na pałac chanów w Bakczysaraju. Równocześnie Tatarzy krymscy przebywający w Konstantynopolu naciskali na rząd osmański, by interweniował. Poddając się naciskom, rząd wysłał flotę na Krym, rzekomo w celu strzeżenia zapisów traktatu z Küçük Kaynardży.
Rosja jednak działała szybciej. Siły rosyjskie przybyły do Jenikale w lutym 1778 r., dławiąc bunt przed przybyciem floty osmańskiej. Siły osmańskie, przybyłe w marcu, przekonały się, że nie ma już sił powstańczych, które mogłyby wesprzeć. Turecka flota stoczyła jedynie z Rosjanami krótką bitwę morską w pobliżu Achtiaru (dziś Sewastopol), ale została zmuszona do odwrotu. Rosjanie przywrócili Şahina Gireja na tron. Drobne potyczki między flotą osmańską i rosyjską trwały do października 1778 r., kiedy flota osmańska wróciła pokonana do Konstantynopola.
Przez kolejne lata Şahin kontynuował próby reformy chanatu. Poparcie dla jego programu reform pozostawało na niskim poziomie i zostało dodatkowo poważnie podważone decyzją cesarzowej Katarzyny o przesiedleniu krymskich Greków Pontyjskich na północne wybrzeże Morza Azowskiego, poza chanat. Grecy byli istotną częścią krymskiej klasy kupieckiej i najchętniej poparli reformy Şahina. To przesiedlenie spowodowało znaczne szkody w gospodarce Krymu i dodatkowo osłabiło pozycję chana. Uznając porażkę na Krymie, Imperium Osmańskie podpisało konwencję z Ajnali Kavak na początku 1779 r. W porozumieniu Turcy uznali Şahina za chana krymskiego, przyznali, że Krym znajduje się pod wpływem Rosji, i odżegnali się od dalszych interwencji na półwyspie w przyszłości. Mieszkańcy Krymu nie mogli już oczekiwać wsparcia ze strony Osmanów. Reformy Şahina postępowały, a w ich ramach Tatarzy byli stopniowo usuwani ze stanowisk, z którymi wiązała się władza polityczna. Przez krótki czas na Krymie panował spokój.
Kolejny bunt, wywołany postępującą marginalizacją Tatarów w rządzie chanatu, wybuchł w 1781 r. Różni przywódcy tatarskich klanów i ich siły zebrali się na Półwyspie Tamańskim. W kwietniu 1782 r. duża część armii Şahina dołączyła do buntowników. Trwały pertraktacje między przywódcami buntowników, w tym dwoma braćmi Şahina, a krymską elitą administracyjną. Urzędnicy religijni (ulemowie) i muzułmańscy sędziowie, którzy byli jednym z filarów starego porządku osmańskiego, otwarcie deklarowali swoją niechęć do Şahina. Siły buntowników zaatakowały Kaffę 3 maja?/14 maja 1782 r. Oddziały Şahina zostały szybko pokonane, a on sam zmuszony do ucieczki do kontrolowanego przez Rosjan Kerczu. Przywódcy rebelii wybrali brata Şahina, Bahadıra, na chana i wysłali wiadomość do rządu osmańskiego, prosząc o uznanie jego rządów na Krymie. Wówczas Katarzyna II wysłała księcia Grigorija Potiomkina, aby przywrócił Şahinowi władzę. Wówczas wielu tatarskich buntowników uciekło z powrotem przez Cieśninę Kerczeńską; wkraczającym rosyjskim wojskom niemal nie stawiano oporu. Dotychczasowy chan został przywrócony na urząd w październiku 1782 r. Stracił przychylność już nie tylko mieszkańców Krymu, ale też i Katarzyny II. W liście do rosyjskiego doradcy Şahina Katarzyna napisała, że chan: „musi zaprzestać szokującego i okrutnego traktowania i nie dawać im [tj. mieszkańcom Krymu] sprawiedliwego powodu do nowego buntu”. Gdy na półwysep wkroczyły wojska rosyjskie, rozpoczęto prace nad utworzeniem portu czarnomorskiego do użytku Imperium. Miasto i port dla nowo utworzonej Floty Czarnomorskiej wybrano na miejscu dawnego Achtiaru. Rosja nie była jednak pewna, czy rządy marionetkowego chana będą trwałe, toteż na dworze rosło poparcie dla bezpośredniego przyłączenia Krymu, za czym opowiadał się w pierwszej kolejności książę Potiomkin.

## Przyłączenie Krymu
W marcu 1783 r. Grigorij Potiomkin przekonał cesarzową Katarzynę do aneksji Krymu. Po powrocie z Krymu powiedział jej, że wielu Tatarów z radością zostanie poddanymi rosyjskimi. Zachęcona tą wiadomością Katarzyna II oficjalnie ogłosiła przyłączenie półwyspu do państwa rosyjskiego. Tatarzy nie opierali się tej decyzji, gdyż po latach buntów brakowało im środków i woli do dalszej walki. Wielu uciekło z półwyspu do Anatolii.
Hrabia Aleksandr Bezborodko, ówczesny bliski doradca cesarzowej, napisał w swoim dzienniku, że Rosja została zmuszona do aneksji Krymu za sprawą działań tureckich (inspirowaniem buntów tatarskich). Był to pogląd niezgodny z rzeczywistością. Niepodległy Krym był państwem marionetkowym, a Turcy odegrali niewielką rolę w powstaniach, jakie wybuchły przeciwko chanowi popieranemu przez Katarzynę II.
W 1783 r. Imperium Osmańskie podpisało z Rosją umowę uznającą utratę Krymu i innych terytoriów będących w posiadaniu chanatu. Umowę podpisaną 28 grudnia 1783 r. negocjował rosyjski dyplomata Jakow Bułhakow.